# Battle Royale: Angel's Border
Battle Royale: Angels' Border (バトル・ロワイアル 天使たちの国境 Battle Royale: Tenshi-tachi no Kokkyō?) es un manga spin-off de la novela Battle Royale escrito por Koushun Takami y dibujado por Mioko Ohnishi y Youhei Oguma. Originalmente fue publicado por capítulos en la revista Young Champion de Akita Shoten durante el año 2011 y luego se publicó como un tomo recopilatorio el 20 de enero de 2012. El manga cuenta historias paralelas relacionadas con las chicas del faro y los eventos que precedieron tanto su llegada a la isla y como a sus muertes.

## Argumento
El programa es un experimento militar realizado todos los años por el estado totalitario conocido como la Gran República del Asia Oriental (大東亜共和国 Dai Tōa Kyōwakoku?). Una clase de tercer grado se selecciona al azar y los alumnos son obligados a matarse entre sí hasta solo quede un sobreviviente. En el presente, los estudiantes de la clase B de tercer grado de la Escuela Secundaria Shiroiwa (城 岩 中 学校 Shiroiwa Chūgakkō?) de la ciudad de Shiroiwa en la prefectura de Kagawa, fueron seleccionados y secuestrados para este programa mientras estaban en el autobús en un viaje escolar para posteriormente ser llevados a una pequeña isla que ha sido desalojada por el gobierno para ser usada como arena de combate.
Inmediatamente después del comienzo del juego, la chica número 12, Haruka Tanizawa y la chica número 2, Yukie Utsumi, se reúnen y deciden organizarse para sobrevivir; posteriormente se les unen sus tres amigas: la chica número 16, Yuka Nakagawa, la chica número 17, Satomi Noda y la chica número 19, Chisato Matsui. Después de vagar por la isla, el grupo llega al faro de la isla; ya que se trata de un edificio sólido, con reservas de agua, alimentos y combustible, deciden usarlo como un fuerte donde atrincherarse. Mientras tanto, el juego avanza y se anuncian los nombres de los alumnos que progresivamente mueren. 
Poco después, dos compañeros aparecen cerca del faro. Una es Yuko Sakaki, la chica número 09 a quien las chicas invitan a unirse a ellas al ver que estaba en un estado de confusión. El otro es Shuya Nanahara, el chico número 15 quien apareció herido cuatro horas después de la llegada de Yuko, tras caer por una pendiente cercana mientras huía de Kazuo Kiriyama. Sakaki se opuso firmemente a permitir que Shuya fuese admitido, convencida de que era peligroso, pero aun así sus compañeras lo llevan al faro y lo ayudan a restablecerse mientras lo mantienen confinado en una habitación cerrada.
Cuando Shuya recupera el conocimiento Yuko decide envenenar su comida para deshacerse de él, pero es la glotona Yuka Nakagawa quien acaba muerta al comer del plato sin permiso, desatando un episodio de histeria donde Satomi ataca a sus amigas con un arma de fuego, iniciando una balacera donde todas acaban muertas.
Estos eventos, que previamente fueron presentados en la novela y su adaptación al manga, son complementados con recuerdos y escenas retrospectivas e introspectivas de los personajes. 
En el primer episodio, Haruka revela a través de la narración que recientemente se dio cuenta de que es lesbiana y esta enamorada de Yukie, su mejor amiga. Sin embargo, no tuvo la oportunidad de expresarlo antes de que su clase fuese llevada al Programa y ahora lucha con sus sentimientos mientras ella y los demás se esconden en el faro. Aunque desea estar cerca de Yukie sabe que ella está enamorada de Shuya. El episodio concluye cuando Haruka es herida de muerte al asesinar a Satomi, quien había matado a Chisato y Yukie.
El segundo episodio muestra principalmente un flashback del año anterior, cuando Chisato tuvo un encuentro casual con Shinji en el tren y después de un incidente con un pasajero malhumorado, ambos se bajan y Shinji lleva a Chisato a una cita improvisada donde se conocen mejor. Desgraciadamente descubren que no deben relacionarse demasiado ya que el tío de Shinji fue asesinado por el gobierno por participar en actividades antigubernamentales, y el hermano mayor de Chisato se suicidó al ser señalado como sospechoso de actividades similares. Debido a estos antecedentes Shinji y Chisato especulan que las autoridades pueden acusarlos de conspirar contra el gobierno si pasan demasiado tiempo juntos. Este episodio proporciona una explicación al por qué Chisato se abalanza a tomar el arma que está sobre la mesa cuando Satomi las amenaza con a Uzi; un acto que no es aclarado en la novela. La intención de Chisato era tomar el arma y tirarla por la ventana como un gesto para mostrar a Satomi que no eran una amenaza. No es hasta que su compañera la acribilla que comprende su gesto se podía malinterpretar y muere se disculpándose con Shinji por su fracaso mientras lamenta su estupidez e incapacidad para salvar a otros.

## La obra
Este es un trabajo derivado de la novela "Battle Royale" de Koushun Takami, donde este mismo incidente se relata desde el capítulo 59 al 62, sin embargo en esta nueva obra se exploran las perspectivas de Haruka Tanizawa y Chisato Matsui, intercalando sus recuerdos previos a su llegada a la isla y profundizando en sus reflexiones y emociones, especialmente lo referente a sus intereses sentimentales.
El episodio 1, dibujado por Mioko Ohnishi, muestra la historia con Haruka Tanizawa como personaje principal, mientras que el episodio 2, dibujado por Yohei Oguma, presenta la historia desde la perspectiva de Chisato Matsui.
Aunque esta obra complementa tanto los eventos mostrados en la novela como en su adaptación al manga, que poseen ciertas diferencias entre sí, no es una secuela totalmente fiel al manga debido a que presenta los eventos según lo mostrado en la novela, un ejemplo es que el nombre del oficial gubernamental a cargo del juego es Kimpatsu Sakamochi, tal como en la novela y a diferencia del manga, donde su nombre era Yonemi Kamon.

## Personajes
- Haruka Tanizawa: El personaje principal del episodio 1. Una niña juvenil, de cabello corto y alta; es parte del club de voleibol. Está enamorada de Yukie Utsumi, pero esconde sus sentimientos. El arma suministrada por el Programa es un martillo.
- Chisato Matsui: El personaje principal del episodio 2. Tiene una personalidad tranquila y no llama mucho la atención. Le interesa el extranjero y estudia inglés con mucho entusiasmo. Su objetivo es viajar al extranjero como una misión cultural mientras asiste a las lecciones de la Asociación de Mujeres de Defensa de la Gran República.
- Yukie Utsumi: Presidente de la clase. Una chica con cabello negro trenzado y el amor secreto de Haruka Tanizawa aunque ella no se da cuenta de sus sentimientos. Su padre es un soldado de las Fuerzas de Defensa de la República, pero pocos en la escuela lo saben. Haruka ha sido parte del equipo de voleibol desde la escuela primaria.
- Yuko Sakaki: Una chica tímida y dócil. Vio a Shuya Nanahara de pie junto al cadáver de Tatsumichi Oki sosteniendo un hacha ensangrentada y dio por certeza absoluta no solo que era el asesino, sino también que lo mató por placer. Su arma provista es una porra y un frasco de veneno.
- Yuka Nakagawa: Conocida por ser bromista y alegre. Comió un estofado que Yuko había envenenado para matar a Shuya, fue la primera baja entre las chicas del faro y su muerte propició la masacre que acabó con el grupo.
- Satomi Noda: Una chica con gafas; no ha dormido desde que inició el juego, excusándose en problemas de insomnio, sin embargo la verdad es que no se atreve a bajar la guardia ya que no tiene genuina confianza en sus amigas. A raíz de la muerte de Yuka se apodera de la Uzi dando por sentado que hay traidor entre ellas y desatando una masacre donde asesina a todas sus amigas y se hace matar.
- Shuya Nanahara: El personaje principal de la novela original. Es popular entre las chicas y Utsumi estaba enamorada de él. Llega en malas condiciones y es llevado al faro por las muchachas para atender sus heridas, su presencia desencadena la tragedia de las chicas del faro.
- Shinji Mimura: Compañero de salón de las protagonistas y por lo tanto uno de los jugadores en la isla. Un chico atlético y popular con las mujeres, con fama de playboy. El año anterior tuvo un fugaz romance de un día con Chisato que no llegó a proliferar debido al temor de ambos al gobierno por incidentes previos sucedidos en ambas familias.
- Kimpatsu Sakamochi: Instructor del programa enviado por el gobierno. Es un sádico y disfruta viendo las muertes de los alumnos. Su nombre viene de Kinpachi Sakamoto, el protagonista de Kinpachi Sensei.

## Publicación
- Episodio 1; revista Young Champion, publicado en los números 3 al 8 del año 2011.
- Episodio 2, revista Young Champion, publicado en los números 17 al 21 del año 2011.

## Información bibliográfica
Original: Koushun Takami
Manga: Mioko Onishi, Yohei Oguma
"Battle Royale: Angel's Border"
Akita Shoten
Young Champion Comics
1 volumen
Publicado el 20 de enero de 2012
ISBN 978-4-253-14315-8